# Dorgon
Dorgon (mandžusky: ; čínsky znaky tradiční 多爾袞, zjednodušené 多尔衮, pinyin Duō'ěrgǔn; 17. listopadu 1612 – 31. prosince 1650) byl jeden z nejvlivnějších mandžuských princů počátků dynastie Čching. Položil základy mandžuské vlády v Číně.
Dorgon se narodil v dnešním Sin-pinu v provincii Liao-ning na severovýchodě Číny. Byl čtrnáctým synem Nurhačiho, mandžuského vůdce, který se roku 1616 prohlásil císařem dynastie Ťin. Roku 1643 po smrti císaře Chung Tchaj-ťiho, nevlastního bratra Dorgona, prosadil proti nejstaršímu synovi zemřelého císaře nástupnictví nedospělého Šun-č', devátého císařova syna a získal postavení regenta společně s Jirgalangem, kterého roku 1644 zbavil faktické moci. Vedl dobývání Číny Mandžuy od roku 1644.
Roku 1650 náhle zemřel, posmrtně byl jmenován císařem. Roku 1651 jej však vláda prohlásila za zrádce a zbavila všech titulů, rehabilitován byl během panování císaře Kchang-si. Neměl syny, pouze jednu dceru.